# نامیتته
نامیتته (به لاتین: Namitete) یک منطقهٔ مسکونی در مالاوی است که در بخش لیلونگوه واقع شده‌است.